# Faltsch Wagoni

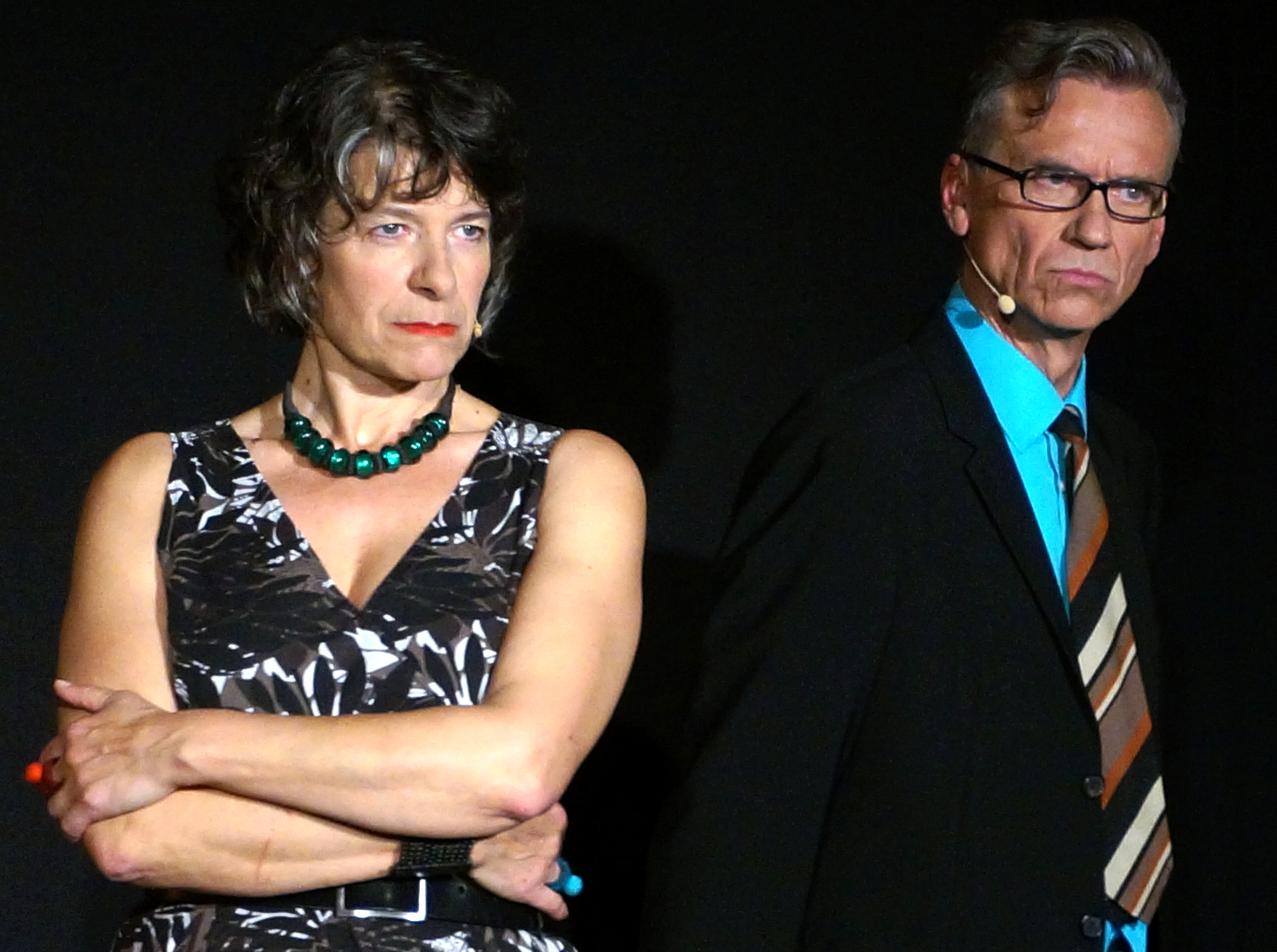
Faltsch Wagoni mit Deutsch ist dada, April 2014 in Herrsching

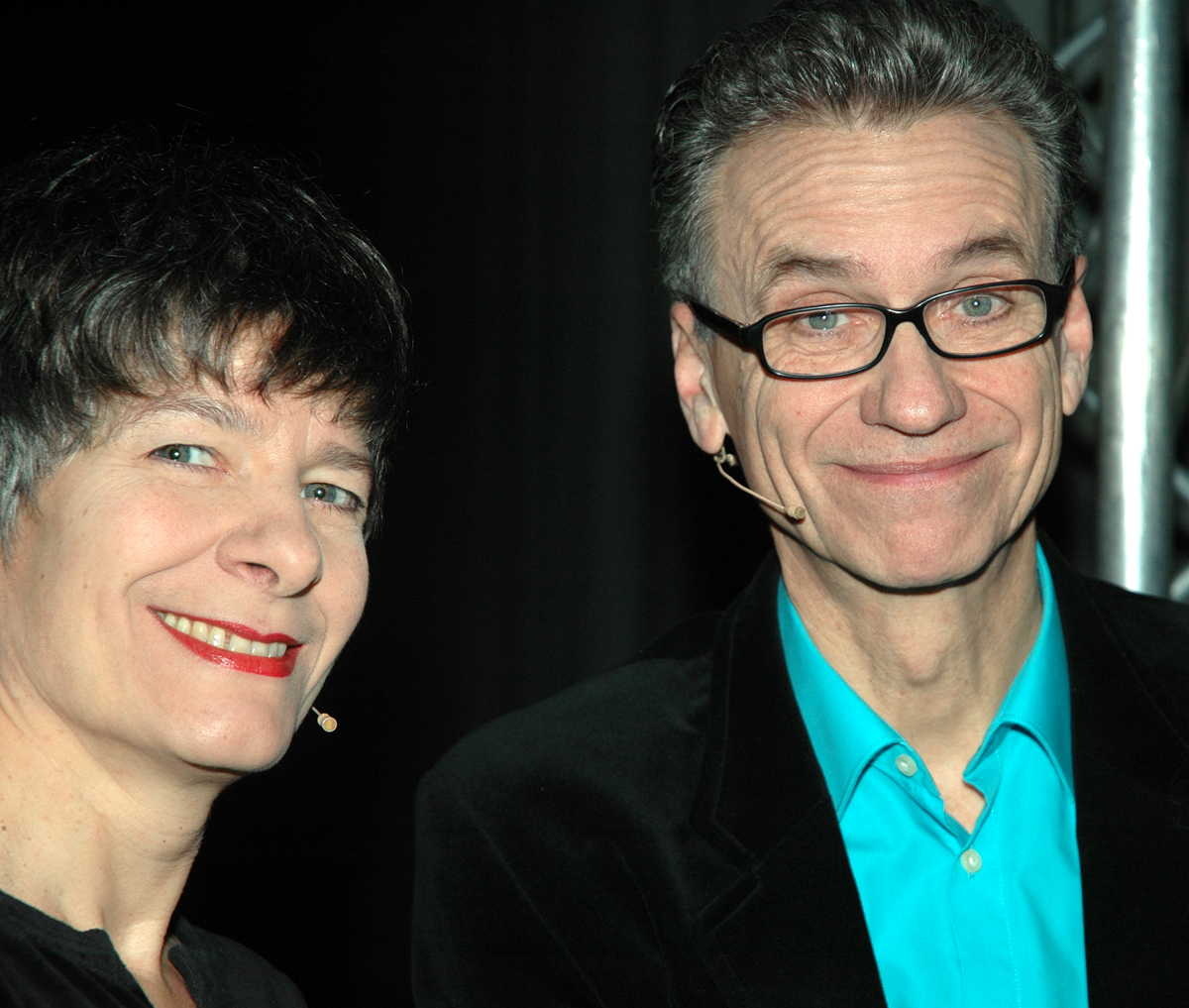
Porträt des Duos 2012

Das Duo Faltsch Wagoni macht seit 1982 Musiktheater. Die beiden Künstler Silvana Prosperi und Thomas Prosperi (geb. Busse, verheiratet mit Silvana Prosperi seit Dezember 2008) bezeichnen sich selbst als Sänger, Musiker, Darsteller, Bühnenbildner, Texter, Regisseure, Kabarettisten, Instrumentenerfinder und Komponisten. Ihre Arbeit und ihr Leben betrachten sie als Gesamtkunstwerk.

## Werdegang
Silvana Prosperi ist eine in Stuttgart geborene Deutsch-Italienerin. Sie studierte in München Sport und Französisch auf Lehramt, brach aber ihr Studium ab und jobbte als Straßenverkäuferin und als Musikkritikerin der deutschen Stadtzeitung Das Blatt. Eine Zeit lang spielte sie in den Bands Hauptsache Lustig und Avanti Dilettanti mit. 
Thomas Prosperi wurde ebenfalls in Stuttgart geboren und ist in einer Künstlerfamilie aufgewachsen. Da er zahlreiche Musikinstrumente beherrscht, trat er in den 1970er Jahren als Straßenmusiker Tommi und das Mobile EinsatzorKester auf.
Silvana Prosperi und Thomas Prosperi lernten sich Anfang der 1980er Jahre in München kennen. Sie interviewte ihn – den Szene- und Straßenmusiker „Tommi“ – für die Münchener Stadtzeitung Blatt. Seit dieser Zeit macht das Duo mit unerschöpflicher Phantasie und Energie witziges, sprachverspieltes Musik-Kabarett mit Tiefgang.
Ihre ersten gemeinsamen Auftritte waren reine Musikprogramme mit deutschen Texten und schrägen Rhythmen zwischen Punk und New Wave. Bald jedoch entwickelten sie abendfüllende Programme mit weiterhin schräger Musik und witzigen oder bösen gesellschaftskritischen Texten. Seit 1993 ist das Duo auf Einladung des Goethe-Instituts in zahlreichen Ländern aufgetreten. Die Tourneen führten durch Europa, nach Afrika und Nordamerika. 1994 erschien die erste CD. In den Jahren 1998 bis 2001 trat Faltsch Wagoni zeitweise mit dem Kabarettisten und Theatermacher Philipp Mosetter auf. 2007 feierte das Duo sein 25-jähriges Bühnenjubiläum.
Das Künstlerpaar ist im Landkreis Starnberg wohnhaft.

## Auszeichnungen
- 1995 – Salzburger Stier (Rundfunkpreis von ARD, ORF und SRG)
- 1997 – Kabarettpreis der Landeshauptstadt München
- 2003 – Publikumspreis des Theaterforums Gauting
- 2006 – Sonderpreis des Deutschen Kabarettpreises

## Bühnenprogramme
Seit 2000 hatten alle Programme Premiere in der Münchner Lach- und Schießgesellschaft.
- Einer platzt an der Sonne (1991)
- Volapüks Rache (1992)
- Balsam der einsamen Herzen (1994)
- Soweit die Sinne trügen (1996)
- Liegewiese - sitzen verboten! (1997)
- Liebe macht blond (1999)
- Deutsch ist dada (2001)
- Nicht ganz Dichtung (2005)
- Deutsch ist dada? und obst! (2007)
- Wort & wild - artgerechte Unterhaltung (2009)
- Deutsch ist dada hoch 3 (2011)
- Ladies first, Männer Förster (2013)
- Der Damenwal (2015)
- Auf in den Kampf, Amore! (2017)

## Diskografie
- Thomas Busse: Fuchs du hast die Gans gestohlen, gib sie nicht mehr her. Radikale Lieder von Tommi, LP ~ 1975 (Trikont)
- Thomas Busse: Tommi und das Mobile EinsatzorKester: Edles Gesindel - Doppel-LP 1979 (Trikont)
- Faltsch Wagoni: pyjama valley - CD 1994 (kip records, Dinslaken)
- Liegewiese – sitzen verboten! - CD 1997 (kip records)
- Blaupausen - CD 1998 (kip records)
- Liebe macht blond - CD 2000 (kip records)
- Herzinfahrt - DVD 2002 (kip records)
- Deutsch ist dada? und obst! (Live 2003) - CD 2004 (kip records)
- Nicht ganz Dichtung (Live) - CD 2006 (kip records)
- wort & wild - CD 2010 (Verlag Antje Kunstmann)
- Radio Dada - CD 2012 (kip records)
- Ladies first, Männer Förster - CD 2014 (kip records)

## Hörfunk
Faltsch Wagoni sind unregelmäßig auf Bayern 2 in der Sendung RadioSpitzen zu hören, wo ihre Programme vorgestellt werden. Einmal im Jahr machen sie „Zugespitzt – der satirische Monatsrückblick“.